# Dyroderes
Genre
Dyroderes est un genre d'insectes hétéroptères (punaises), de la famille des Pentatomidae, de la sous-famille des Pentatominae et de la tribu des Sciocorini.

## Historique et dénomination
Le genre Dyroderes a été décrit par l'entomologiste italien Massimiliano Spinola en 1837. Il y inclut une seule espèce précédemment décrite en 1775 par l'entomologiste danois Johan Christian Fabricius sous le nom d'Acanthia umbraculata.

## Distribution et habitat
Cette espèce est très commune en Europe méridionale. Elle peut être trouvée dans l'ensemble des pays bordant la mer Méditerranée, dans la partie Nord du Maghreb, en Anatolie et à l'Est jusqu'en Azerbaïdjan. En Europe, on la trouve jusqu'à 55° de latitude Nord et a été reporté pour la première fois au Royaume-Uni en 2013.
Dyroderes umbraculatus est une espèce thermophile qui apprécie les milieux humides et ombragés. On la trouve en bord de rivière, lisière de forêt mais aussi dans des haies ou des friches.

## Taxinomie
Le genre Dyroderes est un taxon monotypique : il ne comprend que la seule espèce:
- Dyroderes umbraculatus (Fabricius, 1775)